# Novalja
Novalja – miasto w Chorwacji, w żupanii licko-seńskiej, siedziba miasta Novalja. W 2011 roku liczyła 2358 mieszkańców.
Leży na południowo-zachodnim wybrzeżu wyspy Pag, na Novaljskim polju, nad zatoką Kvarnerić. Miejscowa gospodarka oparta jest na rolnictwie (uprawa owoców, hodowla owiec), rybołówstwie i turystyce.
W mieście znajduje się plaża Zrće, przy której funkcjonują kluby i dyskoteki. W czasie wakacji organizowane są tutaj koncerty i festiwale muzyczne, a także zabawy na tzw. boat party. Z tego powodu Novalja bywa nazywana „Chorwacką Ibizą”.
W starożytności funkcjonował tu port Navalia, położony nieopodal rzymskiej osady Cissa. Pozostałościami tego okresu są: nekropolia, kamieniołom i akwedukt. W Novalji znajdują się również ruiny trzech wczesnochrześcijańskich świątyń.